# City of Stars
«City of Stars» (рус. Город звёзд) — песня из кинофильма «Ла-Ла Ленд», исполненная Райаном Гослингом и Эммой Стоун. Песня получила премии «Оскар», «Золотой глобус» и «Выбор критиков». Музыку к песне написал композитор Джастин Гурвиц, текст — Бендж Пасек и Джастин Пол.

## Описание
В фильме песню исполняет сначала герой Райана Гослинга Себастьян, танцуя на причале. Далее по фильму он поёт её вместе с героиней Эммы Стоун Мией Долан.
По мнению музыкального обозревателя газеты «Коммерсантъ» Бориса Барабанова, «City Of Stars» — это та песня из фильма «Ла-Ла Ленд», которая остаётся в памяти, и которую «реальные люди будут напевать, коротая время в пробке». Как наиболее запоминающуюся Барабанов отмечает версию песни в исполнении Гослинга.
По состоянию на конец января 2017 года, наибольшего успеха в чартах песня достигла в Венгрии (Mahasz).

## Награды и номинации
| Награды и номинации «City of Stars» | Награды и номинации «City of Stars» | Награды и номинации «City of Stars»             | Награды и номинации «City of Stars» | Награды и номинации «City of Stars» |
| Год                                 | Награда                             | Категория                                       | Результат                           | Ист.                                |
| ----------------------------------- | ----------------------------------- | ----------------------------------------------- | ----------------------------------- | ----------------------------------- |
| 2016                                | Hollywood Music in Media Awards     | «Лучшая песня для художественного фильма»       | Победа                              | [ 6 ] [ 7 ]                         |
| 2017                                | «Выбор критиков»                    | «Лучшая песня»                                  | Победа                              | [ 8 ]                               |
| 2017                                | «Спутник»                           | «Лучшая песня»                                  | Победа                              | [ 9 ]                               |
| 2017                                | Общество кинокритиков Хьюстона      | «Лучшая песня»                                  | Победа                              | [ 10 ] [ 11 ]                       |
| 2017                                | «Золотой глобус»                    | «Лучшая песня»                                  | Победа                              | [ 12 ]                              |
| 2017                                | Общество кинокритиков Денвера       | «Лучшая песня»                                  | Номинация                           | [ 13 ]                              |
| 2017                                | «Оскар»                             | «Лучшая песня к фильму»                         | Победа                              | [ 14 ]                              |
| 2018                                | «Грэмми»                            | «Лучшая песня, написанная для визуальных медиа» | Номинация                           | [ 15 ]                              |

## Позиции в чартах
| Чарт (2017)                            | Высшая позиция |
| -------------------------------------- | -------------- |
| Франция (SNEP)                         | 49             |
| Венгрия (Single Top 40)                | 8              |
| Ирландия (IRMA) ·                      | 58             |
| Шотландия (OCC Scotland)               | 29             |
| Великобритания (OCC UK Singles)        | 53             |
| США (Billboard Bubbling Under Hot 100) | 15             |